# Henryk Kon (adwokat)

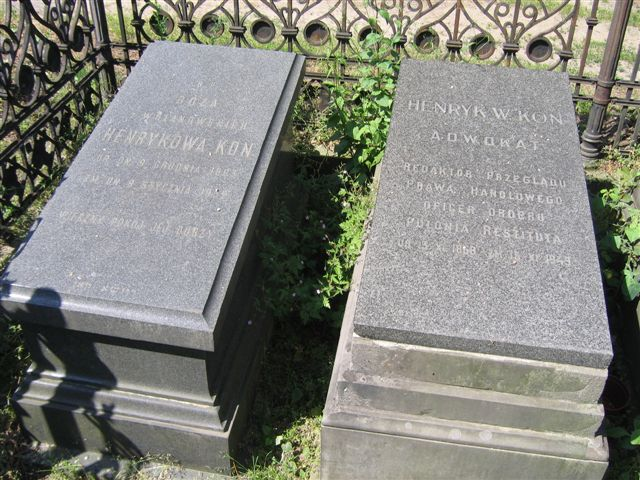
Nagrobek Henryka Kona i jego żony, Róży z Wolanowskich (1883–1932), na cmentarzu żydowskim przy ul. Okopowej w Warszawie.

Henryk Kon (po II wojnie światowej używał nazwiska Henryk Sawicki; ur. 12 listopada 1868 w Warszawie, zm. 15 listopada 1949 tamże) – polski adwokat żydowskiego pochodzenia.

## Życiorys
Urodził się w Warszawie w rodzinie żydowskiej, jako syn lekarza Wilhelma Kohna (1831–1882) i Julii z domu Baumritter. Uczęszczał do II Realnego Gimnazjum w Warszawie, skąd, w czasie zdawania matury został wydalony za działalność patriotyczną z tzw. wilczym biletem. Egzamin maturalny zdał w Rewlu, a następnie studiował na Wydziale Prawa uniwersytetu w Dorpacie, jedynej uczelni Imperium Rosyjskiego z niemieckim językiem wykładowym (dzięki temu, do 1933 miał prawo występowania – jako adwokat – w sądach Rzeszy Niemieckiej). Studia, ze złotym medalem za pracę konkursową, ukończył w 1890. W tym samym roku został pomocnikiem adwokata przysięgłego w Warszawie, a następnie adwokatem przysięgłym. Specjalizował się w prawie cywilnym, wydając na ten temat wiele publikacji.
W 1925 został redaktorem „Przeglądu Prawa Handlowego” (publikując tam szereg własnych analiz prawniczych), wydawanego do 1939. Był redaktorem i współredaktorem komentarza Prawo o spółkach akcyjnych (Wydawnictwa Prawnicze, Warszawa 1933). Prowadził też, zlecone przez Radę Adwokacką wykłady prawa akcyjnego i upadłościowego dla aplikantów adwokackich. Za pracę naukową został odznaczony w 1929 Krzyżem Oficerskim Orderu Odrodzenia Polski.
Po wybuchu II wojny światowej z powodu żydowskiego pochodzenia, skreślony przez hitlerowców z listy adwokackiej. Od listopada 1940 do stycznia 1945 razem z młodszą córką i synem ukrywał się przed prześladowaniami na „aryjskich papierach” w Warszawie, Sochaczewie i Podkowie Leśnej, pod przybranym nazwiskiem Henryk Sawicki, którego używał, już oficjalnie, również po zakończeniu wojny. Po 1945 nie podjął praktyki adwokackiej, pracował jako radca prawny w Ministerstwie Żeglugi, a następnie w Ministerstwie Handlu Zagranicznego.
Zmarł w Warszawie. Jest pochowany na cmentarzu żydowskim przy ulicy Okopowej (kwatera 2, rząd 1). Z małżeństwa z Różą Wolanowską (1883–1932) miał czworo dzieci: Elżbietę (1908–2007), Julię (1912–1912), Irenę (1914–2004) i Lucjana (1920–2006).